# 1-я Камчатская экспедиция (монеты)
1-я Камчатская экспедиция — серия памятных монет Центрального банка Российской Федерации, посвящённых исследованию Камчатки.

Камча́тка — полуостров в северо-восточной части материка Евразия на территории России. Омывается с запада Охотским морем, с востока — Беринговым морем и Тихим океаном.

## Историческая справка
Участники 1-й Камчатской экспедиции (1725—1730 гг.) под руководством мореплавателя Витуса Беринга на парусном боте «Святой Гавриил» прошли вдоль берегов Камчатки и Чукотки и через пролив, разделяющий Азию и Америку, названный впоследствии Беринговым, вошли в Северный Ледовитый океан. Во время экспедиции были проведены обширные географические наблюдения и чрезвычайно точные для той эпохи картографические работы, изучались быт и нравы коренных обитателей.

## История выпуска
В данной серии три монеты. Все они относятся к памятным монетам из драгоценных металлов, в данном случае — из серебра и золота. Все монеты отчеканены в первом квартале 2003 года на Санкт-Петербуржском монетном дворе.
- Монета «Камчадалы» из серебра 900 пробы номиналом 3 рубля тиражом 10 000 штук.
- Монета «Карта плавания» из серебра 900 пробы номиналом 25 рублей тиражом 2000 штук.
- Монета «Охотник» из золота 900 пробы номиналом 100 рублей тиражом 1500 штук.

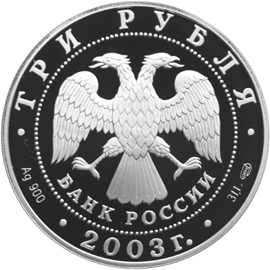
3 рублёвая монета 2003 г. из серебра 900 пробы. (аверс)
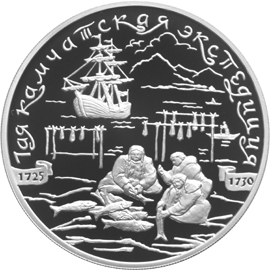
3 рублёвая монета 2003 г. из серебра 900 пробы. (реверс)
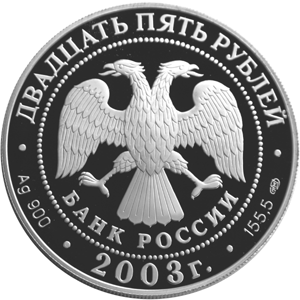
25 рублёвая монета 2003 г. из серебра 900 пробы. (аверс)
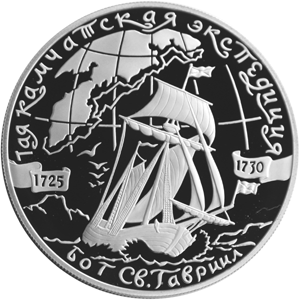
25 рублёвая монета 2003 г. из серебра 900 пробы. (реверс)
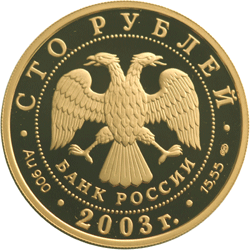
100 рублёвая монета 2003 г. из золота 900 пробы. (аверс)
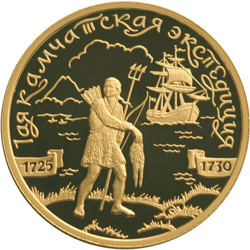
100 рублёвая монета 2003 г. из золота 900 пробы. (реверс)